# Cai Qi
Cai Qi är en kinesisk kommunistisk politiker som är förste sekreterare i sekretariatet för Kinas kommunistiska parti och ledamot i politbyråns ständiga utskott som nummer 5 i rangordningen.

## Bakgrund
Cai Qi började sin karriär under kulturrevolutionen som "förvisad ungdom" i folkkommunen Xiyang i Yong'an härad nära sin hembygd i Fujian 1973–1975. Han gick med i Kinas kommunistiska parti 1975. Han har en utbildning i ekonomi och statsvetenskap från olika institutioner i Fujian.

## Karriär
Cai Qi tillbringade sin tidiga karriär i Fujian. Hans yrkeskarriär är också tätt sammanflätad med Xi Jinpings väg till toppen i kinesisk politik. När Xi började arbeta för partikommittén i Fujian 1985 knöt de båda nära band och sedan dess har Cai Qi tillhört en av Xis närmaste förtrogna. 1999 förflyttades Cai Qi till Zhejiang-provinsen, där han i olika omgångar tjänstgjorde som partichef och borgmästare i Quzhou, Taizhou och Hangzhou. 2014 kallades han till Peking. 2016–2017 var han borgmästare i staden och 2017–2022 var han partichef i Peking. Han ledde organiserandet av Olympiska vinterspelen 2022.
Cai valdes in politbyrån i Kinas kommunistiska parti 2017 och valdes in i dess ständiga utskott 2022.